# 諸冨洋史
諸冨 洋史（もろとみ ひろふみ）は、毎日放送（MBS）のプロデューサー。

## 来歴・人物
主にテレビアニメを中心に担当し、これまで担当した主な作品は平成『ウルトラマン』シリーズ（4作品）、『デビルマンレディー』、『ゾイド -ZOIDS-』、『ゾイド新世紀スラッシュゼロ』、『機動戦士ガンダムSEED DESTINY』、『BLOOD+』、『コードギアス 反逆のルルーシュ』シリーズなどがある。同局のアニメ担当プロデューサーである丸谷嘉彦、竹田青滋の補佐役として、通称『土6』枠で長年プロデューサーを担当し、土6枠が日曜午後5時枠に移った後も引き続きプロデューサーを担当した。
『コードギアス』シリーズ、『マクロスF』が終了した2008年9月以降、東京支社テレビ編成部及びアニメ部門から離れ、営業部へ異動。それ以後は毎日放送が関わるテレビドラマの製作などに携わっていた。2012年10月には東京支社東京制作室へ異動となり、現在では同局が関わるバラエティ番組やテレビドラマなどの宣伝を担当している。

## 担当番組

### 土曜夕方6時枠（土6）作品
- ママはぽよぽよザウルスがお好き（プロデューサー）※第38話から担当。
- ウルトラマンティガ（プロデューサー）
- ウルトラマンダイナ（プロデューサー）
- ウルトラマンガイア（プロデューサー）
- ゾイド -ZOIDS-（プロデューサー）
- ゾイド新世紀スラッシュゼロ（プロデューサー）
- ウルトラマンコスモス（プロデューサー）※1話〜26話まで担当。
- 機動戦士ガンダムSEED DESTINY（プロデューサー）
- BLOOD+（プロデューサー）
- 地球へ…（プロデューサー）

### 日曜夕方5時枠（日5）作品
- コードギアス 反逆のルルーシュR2（プロデューサー）

### 木曜深夜枠作品
- コードギアス 反逆のルルーシュ（プロデューサー）
- マクロスF（プロデューサー）

### その他
- デビルマンレディー（プロデューサー)
- マイアミ☆ガンズ（プロデューサー）
- サクラ大戦TV（製作委員会）※TBS・MBS共同製作
- 無敵王トライゼノン（プロジェクトトライゼノン）※TBS・MBS・CBC共同製作
- 逮捕しちゃうぞ SECOND SEASON（企画）※TBS製作、MBS、CBC製作委員会参加
- RAVE（製作委員会) ※TBS・MBS・CBC共同製作
- 交響詩篇エウレカセブン（プロデューサー）

### 劇場版アニメ・特撮・ドラマ
- ウルトラマンティガ&ウルトラマンダイナ 光の星の戦士たち（企画協力）
- ウルトラマンティガ・ウルトラマンダイナ&ウルトラマンガイア 超時空の大決戦（企画協力）
- ウルトラマンティガ THE FINAL ODYSSEY（企画協力）
- ウルトラマンコスモス THE FIRST CONTACT（企画協力）
- ディアスポリス -DIRTY YELLOW BOYS-（製作委員会）
- 映画 咲-Saki-（PR）
- 映画 笑う招き猫（パブリシティ）
- 映画 伊藤くん A to E（宣伝）

### 総集編アニメ
- 機動戦士ガンダムSEED DESTINY スペシャルエディション 砕かれた世界（プロデューサー）
- 機動戦士ガンダムSEED DESTINY スペシャルエディションII それぞれの剣（プロデューサー）
- 機動戦士ガンダムSEED DESTINY スペシャルエディションIII 運命の業火（プロデューサー）
- 機動戦士ガンダムSEED DESTINY スペシャルエディションIIII 自由の代償（プロデューサー）
- コードギアス 反逆のルルーシュ SPECIAL EDITION BLACK REBELLION（プロデューサー）
- コードギアス 反逆のルルーシュ R2 SPECIAL EDITION 'ZERO REQUIEM'（プロデューサー）

### テレビドラマ
- 帝王（営業）
- 古代少女ドグちゃん（プロモーター）
- 新撰組PEACE MAKER（営業）
- 土俵ガール!（営業）
- 古代少女隊ドグーンV（プロモーター）
- 闇金ウシジマくん（営業）
- クロヒョウ 龍が如く新章（プロモーター）
- マッスルガール!（営業）
- クロヒョウ2 龍が如く 阿修羅編（セールスプランナー）
- 花のズボラ飯（宣伝）
- タンクトップファイター（宣伝）
- 新解釈・日本史（宣伝）
- REPLAY & DESTROY（宣伝）
- 監獄学園-プリズンスクール-（宣伝）
- 神奈川県厚木市 ランドリー茅ヶ崎（宣伝）

#### ドラマイズム
- ディアスポリス 異邦警察（宣伝）
- 咲-Saki-（PR）
- 笑う招き猫（宣伝）
- マジで航海してます。シリーズ（宣伝）
- 伊藤くん A to E（宣伝）
- ゆうべはお楽しみでしたね（宣伝）

#### その他
- 校則アイドル～淑女の学園～（宣伝）

### その他担当番組
- 爆笑学園ナセバナ〜ル!（宣伝）
- 世界の日本人妻は見た!（宣伝）
- オールザッツ漫才（宣伝）
- 芸人ベストパフォーマンス（宣伝）
- バナナマンとブラックマヨネーズのにんげんだもの（宣伝）
- 情熱大陸（宣伝）※2015年1月から11月まで担当。
- 日本まるごとHOWマッチ（宣伝）
- 歌う!人生ゲキジョー（宣伝）
- したくなるテレビ（宣伝）
- 池上彰が選んだ2016年 決定的瞬間!～教えてもらう前と後～（宣伝）
- アイドル・シャッフル ドラマ選手権（宣伝）
- プレバト!!（宣伝）
- 親の顔みたい! ザ・ワールド（宣伝）
- イマドキ親子の事件簿（宣伝）

## 関連人物
- 丸谷嘉彦（2007年2月に定年退職したMBS元プロデューサー。諸冨のかつての上司で師匠的存在にあたる）
- 竹田青滋（かつてのMBSアニメ部門トップ（ただし全ての作品を担当している訳ではない）。現在はアニメ部門から離れ、2015年6月20日より編成局長、2017年6月22日よりコンテンツビジネス局長）
- 丸山博雄（現在のMBS製作アニメのほぼ全てに関わっている、諸冨の後輩プロデューサー）
- 前田俊博（事実上、諸冨の後任プロデューサー）
- 下記の2名は共同制作作品で関わっている。
  - 源生哲雄（TBSプロデューサー）
  - 岡崎剛之（CBCプロデューサー）

### 関連放送枠
- 毎日放送制作日曜夕方5時枠のアニメ　
  - 毎日放送制作土曜夕方6時枠のアニメ
- アニメイズム
- アニメシャワー
- 毎日放送の深夜ドラマ枠
- 毎日放送の深夜ドラマ枠
- 毎日放送の深夜ドラマ枠
  - ドラマイズム